# Xavier Samuel
Xavier Samuel (Hamilton, 1983. december 10. –) ausztrál színész. 
Főszerepeket játszott az Adore, a September, a Further We Search, a Newcastle, a The Loved Ones, a Frankenstein és a Harmadnaposok című játékfilmekben, valamint Riley Biers-t alakította az Alkonyat – Napfogyatkozás című filmben.

## Életútja
Samuel a Victoria állambeli Hamiltonban született, Maree és Clifford Samuel fiaként. A dél-ausztráliai Adelaideben nőtt fel, és 2001-ben végzett a Rostrevor College-ban, ahol bentlakásos képzésen vett részt. Amikor Samuel 13 éves volt, a családja egy évet töltött Darwinban a szülei tanári állása miatt.
Öccse, Benedict, író, producer és színész, nővére, Bridget, színházi menedzser.
Annak ellenére, hogy középiskolai tanulmányait a Rostrevor College-ban végezte, Samuel a Christian Brothers College-ban végezte el az utolsó évfolyamot, ahol Tom Snout (a fal) szerepét játszotta a Rostrevor College Shakespeare Szentivánéji álom című előadásában, valamint Belvile szerepét Aphra Behn The Rover című művének (The Banished Cavaliers) CBC-s produkciójában.
Samuel később a Flinders Egyetem Drámai Központjába járt ahol 2006-ban végzett.

## Magánélete

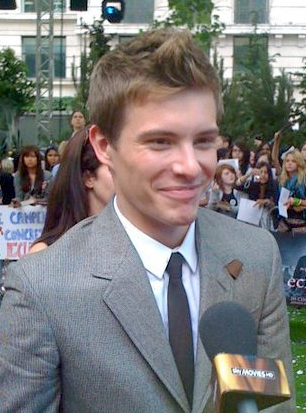
Az Alkonyat – Napfogyatkozás premierjén Londonban

Samuel gyerekkorában ausztrál futballsztár akart lenni, mint példaképe, Tony Modra, és támogatja az Adelaide Football Clubot.
Samuel rendszeresen utazik Amerika és Ausztrália között, hogy szerepet vállaljon.
2010–2011 között a német modellel, Shermine Shahrivarral járt, majd 2012-ben a Calétekből ismert színésztársával, Phoebe Tonkinnal randevúzott, 2012 és 2015 között pedig a Plush-beli színésztársával, Emily Browninggal járt. Jessica Gomes modellel 2016-tól két évig volt kapcsolatban, 2018-ban Palka Marianna színésznővel kezdett randevúzni.

## Filmográfia

### Film
| Év   | Magyar cím                | Eredeti cím                      | Szerep                   | Magyar hang     |
| ---- | ------------------------- | -------------------------------- | ------------------------ | --------------- |
| 2006 |                           | 2:37                             | Theo                     |                 |
| 2006 |                           | Angela's Decision                | Will Turner              |                 |
| 2007 |                           | September                        | Ed Anderson              |                 |
| 2008 | Newcastle                 | Newcastle                        | Fergus                   |                 |
| 2009 |                           | Drowning (rövidfilm)             | Dan                      |                 |
| 2009 |                           | The Loved Ones                   | Brent                    |                 |
| 2009 |                           | Further We Search                | Age                      |                 |
| 2010 | Alkonyat – Napfogyatkozás | The Twilight Saga: Eclipse       | Riley Biers              | Jakab Márk      |
| 2010 |                           | Road Train (Road Kill)           | Marcus                   |                 |
| 2011 | Anonymous                 | Anonymous                        | Henry Wriothesley        |                 |
| 2011 | Harmadnaposok             | A Few Best Men                   | David                    |                 |
| 2012 | Csalétek                  | Bait 3D                          | Josh                     | Markovics Tamás |
| 2013 |                           | Adore                            | Ian                      |                 |
| 2013 | Hullámok hátán            | Drift                            | Jimmy Kelly              |                 |
| 2013 |                           | Plush                            | Enzo                     |                 |
| 2014 |                           | Healing                          | Paul                     |                 |
| 2014 | Harag                     | Fury                             | Parker hadnagy           | Szvetlov Balázs |
| 2015 |                           | Frankenstein                     | Monster / Adam           |                 |
| 2016 | Szerelem és barátság      | Love & Friendship                | Reginald DeCourcy        | Haumann Máté    |
| 2016 |                           | Mr. Church                       | Owen                     |                 |
| 2016 |                           | Spin Out                         | Billy                    |                 |
| 2016 |                           | The Death and Life of Otto Bloom | Otto Bloom               |                 |
| 2017 |                           | Bad Blood                        | Vincent                  |                 |
| 2017 | Harmadnaposok 2.          | A Few Less Men                   | David                    | Haumann Máté    |
| 2018 |                           | Riot                             | Jim Walker               |                 |
| 2018 |                           | Della Mortika (rövidfilm)        | Pasha Dimitrikov hadnagy |                 |
| 2022 | Elvis                     | Elvis                            | Scotty Moore             | Hajdu Tibor     |
| 2022 | Szöszi                    | Blonde                           | Charles Chaplin Jr.      | Mészáros András |

### Televízió
| Év   | Cím                                | Szerep         | Megjegyzések           |
| ---- | ---------------------------------- | -------------- | ---------------------- |
| 2003 | McLeod lányai (McLeod's Daughters) | Jason          | 1 epizód               |
| 2008 | Dream Life                         | Boyd           | tévéfilm               |
| 2017 | Seven Types of Ambiguity           | Simon Heywood  | minisorozat (6 epizód) |
| 2021 | Tell Me Your Secrets               | Kit Parker     | 8 epizód               |
| 2023 | The Clearing                       | Colin Garrison | 8 epizód               |

### Színház
| Év   | Cím                      | Szerep     | Megjegyzések                   |
| ---- | ------------------------ | ---------- | ------------------------------ |
| 2006 | Two Weeks with the Queen | Colin      | Windmill Performing Arts       |
| 2006 | Osama the Hero           | ismeretlen | The Old Fitzroy Színház        |
| 2007 | Mercury Fur              | ismeretlen | Griffin Színház                |
| 2014 | Sirály                   | Konstantin | South Australian State Színház |

## Díjak és jelölések
Alkonyat – Napfogyatkozás
- MTV Movie Award a legjobb küzdelmi jelenetért (megosztva Robert Pattinsonnal és Bryce Dallas Howarddal)
- Jelölve – MTV Movie Award a legjobb feltörekvő színésznek
- Jelölve – Teen Choice Awards, Choice Movie Male Breakout kategória
- Jelölve – Nickelodeon Australian Kids' Choice Awards, kedvenc filmsztár
- Jelölve – Scream Awards, legjobb áttörést hozó férfi alakítás

## Fordítás
- Ez a szócikk részben vagy egészben  a   Xavier Samuel című angol Wikipédia-szócikk fordításán alapul.  Az eredeti cikk szerkesztőit annak laptörténete sorolja fel. Ez a jelzés csupán a megfogalmazás eredetét és a szerzői jogokat jelzi, nem szolgál a cikkben szereplő információk forrásmegjelöléseként.